# Franciszek Mazur
Franciszek Andrzej Mazur (właśc. Lewko Horodenko), znany również jako Stanisław Gajsler (ur. 1 sierpnia 1895 w Wołkowcach, zm. 7 marca 1975 w Warszawie) – polski prawnik ukraińskiego pochodzenia, polityk komunistyczny. Prezes Sądu Najwyższego USRR (1926–1928), członek Komitetu Centralnego Komunistycznej Partii Polski (1930–1938). Po 1945 we władzach Polskiej Partii Robotniczej, następnie zastępca członka i członek Biura Politycznego KC Polskiej Zjednoczonej Partii Robotniczej (1948-1956). Poseł do Krajowej Rady Narodowej, na Sejm Ustawodawczy oraz na Sejm PRL I kadencji, w latach 1952–1957 zastępca przewodniczącego Rady Państwa, wicemarszałek Sejmu I kadencji.

## Życiorys

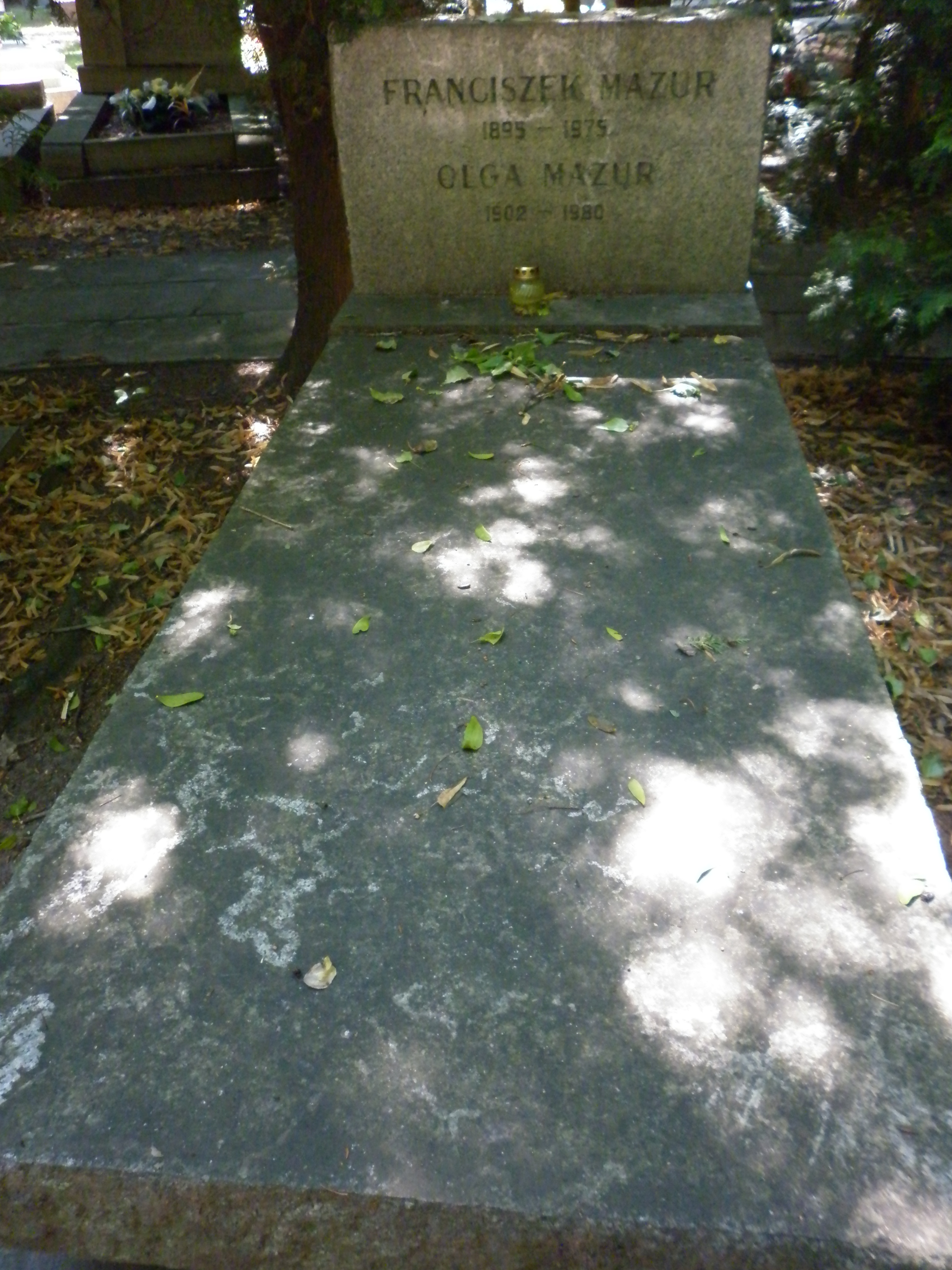
Grób Franciszka Mazura

Syn robotnika folwarcznego. Pochodził z ukraińskojęzycznej rodziny katolickiej. W 1915 zmobilizowany do służby wojskowej we Flocie Czarnomorskiej. Po rewolucji lutowej i obaleniu caratu, podczas służby w marynarce wojennej w Sewastopolu w 1917 wstąpił do Polskiej Partii Socjalistycznej – Lewicy i współpracował z bolszewikami. Po rewolucji październikowej brał udział w wojnie domowej, w czerwcu 1919 wstąpił do Rosyjskiej Komunistycznej Partii (bolszewików), jako żołnierz Armii Czerwonej brał udział w wojnie polsko-bolszewickiej na Ukrainie.
Po ukończeniu studiów prawniczych zajmował stanowiska w aparacie państwowym USRR. Od marca 1923 do końca 1925 był przewodniczącym Sądu Gubernialnego guberni kijowskiej, następnie od listopada 1925 sędzią Sądu Najwyższego USRR, a od kwietnia 1926 do sierpnia 1928 Prezesem Sądu Najwyższego USRR w Charkowie. Następnie w latach 1928–1930 był naczelnikiem departamentu szkół wyższych i zawodowych w Komisariacie Ludowym Oświaty USRR (1928–1930), wreszcie I sekretarzem Komitetu Obwodowego WKP(b) Szepetówka-Berdyczów (1930).
W 1930 decyzją Kominternu został skierowany do podziemnej pracy partyjnej do Polski. Został włączony do Komitetu Centralnego Komunistycznej Partii Polski (1930–1938), był równolegle kierownikiem Sekretariatu Komunistycznej Partii Zachodniej Ukrainy. Równolegle od 15 czerwca 1930 do 18 stycznia 1934 formalnie zastępca członka KC Komunistycznej Partii (bolszewików) Ukrainy. Aresztowany przez Policję Państwową został skazany na sześć lat więzienia, z czego odsiedział około pięciu. Karę odbywał w więzieniach we Lwowie, Rawiczu, Wronkach i Koronowie, następnie emigrował do Czechosłowacji i Francji. Po wybuchu II wojny światowej przyjechał do ZSRR.
W czerwcu 1940 został aresztowany przez NKWD, uwięziony na Łubiance i torturowany. 15 marca 1941 skazany został na pięć lat łagru za antysowiecką propagandę – w rozmowach w komunie więziennej w Koronowie w 1937 miał negować kontrrewolucyjny charakter trockizmu i wspierać trockistów podczas swej działalności w latach 20. na Ukrainie. Z obozu koncentracyjnego został zwolniony w 1945 na osobistą interwencję Bolesława Bieruta.
W połowie 1945 przybył do Polski, członek Polskiej Partii Robotniczej, członek KC i Sekretariatu KC PPR; w 1948 został zastępcą członka Biura Politycznego KC PPR oraz członkiem Biura Organizacyjnego KC PPR. Etatowo również związany z PPR jako kierownik Wydziału Organizacyjnego KC PPR w latach 1946–1948.
Od grudnia 1948 członek Polskiej Zjednoczonej Partii Robotniczej, pozostał zarówno kierownikiem Wydziału Organizacyjnego Komitetu Centralnego PZPR (do 1950), jak i członkiem Biura Organizacyjnego KC (do 1954), a także członkiem KC (do 1959) i zastępcą członka Biura Politycznego KC (w 1950 awansował na pełnego członka Biura Politycznego; do 1956). W latach 1950–1954 członek Sekretariatu Biura Organizacyjnego KC, w latach 1950–1956 sekretarz KC. Uważany za wpływową postać wśród „natolińczyków” podczas walk frakcyjnych w kierownictwie PZPR w latach pięćdziesiątych. W latach 1959–1964 członek Centralnej Komisji Rewizyjnej PZPR.
W latach 1946–1956 poseł do Krajowej Rady Narodowej, na Sejm Ustawodawczy oraz na Sejm PRL I kadencji; w 1948 (od października do grudnia) przewodniczący Klubu Poselskiego PPR. W Sejmie I kadencji był wicemarszałkiem Sejmu, w latach 1952–1957 zastępcą przewodniczącego Rady Państwa. W latach 1957–1965 ambasador PRL w Czechosłowacji. Od 1965 na emeryturze.
Pochowany 11 marca 1975 z honorami w Alei Zasłużonych na Cmentarzu Wojskowym na Powązkach w Warszawie (kwatera A29-II półkole-3). W pogrzebie uczestniczyli przedstawiciele kierownictwa PZPR, m.in. zastępca członka Biura Politycznego KC PZPR Stanisław Kania, kierownik Wydziału Kadr KC PZPR Zygmunt Stępień, I zastępca kierownika Wydziału Zagranicznego KC PZPR Henryk Żebrowski. W imieniu władz partyjnych przemówił przewodniczący Centralnej Komisji Rewizyjnej PZPR Arkadiusz Łaszewicz.

## Życie prywatne
Mieszkał w Warszawie. Był żonaty z Olgą z domu Krynicką (1902–1980).